# Palais Schio
Le palais Schio (en italien : Palazzo Schio) est une résidence urbaine sise Contrà San Marco à Vicence, dans la province homonyme et la région Vénétie, en Italie.
Andrea Palladio est l'auteur de la composition de la façade sur rue.

## Historique

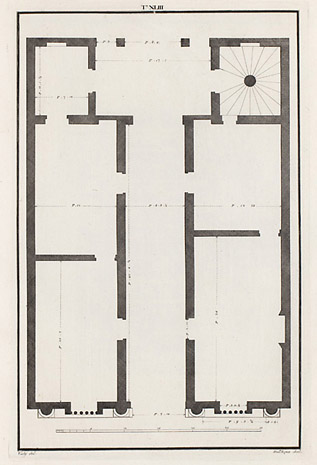
Plan du rez-de-chaussée du palais Schio, dû à Ottavio Bertotti Scamozzi, 1776

Palladio conçoit pour Bernardo Schio la façade de sa maison de Vicence, située près du pont Pusterla, en 1560. En raison d'obligations liées à ses réalisations à Venise, l'architecte séjourne le plus souvent dans la capitale régionale ; elles l'empêchent, probablement, de veiller attentivement à l'exécution du chantier si bien que le tailleur de pierre suspend les travaux, faute d'indications précises.
À la mort de Bernardo, sa veuve ne souhaite pas l'achèvement du palais et interrompt les travaux d'édification ; ils sont repris en 1574-1575 par Fabrizio, le frère du défunt. Les pierres et matériaux destinées à la construction étaient, depuis plusieurs années, entreposés dans la cour.

## Description

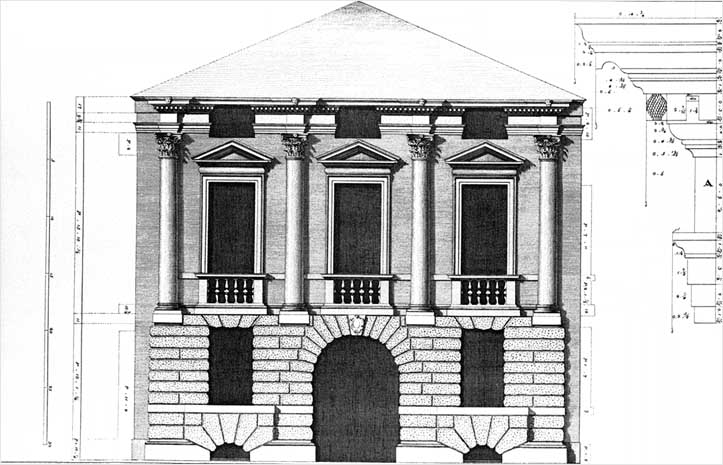
Dessin de la façade dû à Ottavio Bertotti Scamozzi, 1776

La façade représentative sur rue du palais est relativement peu large. Pour le traitement du piano nobile, Palladio opte pour sa division en trois travées d'égale largeur, délimitées par quatre colonnes aux chapiteaux corinthiens, dégagées aux trois quarts du mur et dont la base s'intègre au parement de l'étage du socle.
Les entrecolonnements sont occupés par trois fenêtres, dont le balcon forme une avancée, surmontées d'un fronton triangulaire en forte saillie. Destinées à éclairer un silo à grain, trois mezzanines, percées dans la corniche architravée et murées en 1825, occupaient l'extrémité supérieure.
La façade est par ailleurs animée par un jeu d'ombre et de lumière, grâce à l'articulation de son mur en plusieurs couches de profondeur obtenue par l'utilisation des colonnes, moulure et balcon des fenêtres, frontons.
L'étage du socle est recouvert d'un bossage rustique ; l'architecte rompt la relative monotonie de l'ordonnancement des pierres  par le traitement du porche d'entrée et celui, tout particulièrement, des deux soupiraux qu'il entourent de motifs trapézoïdaux en saillie.

## Galerie

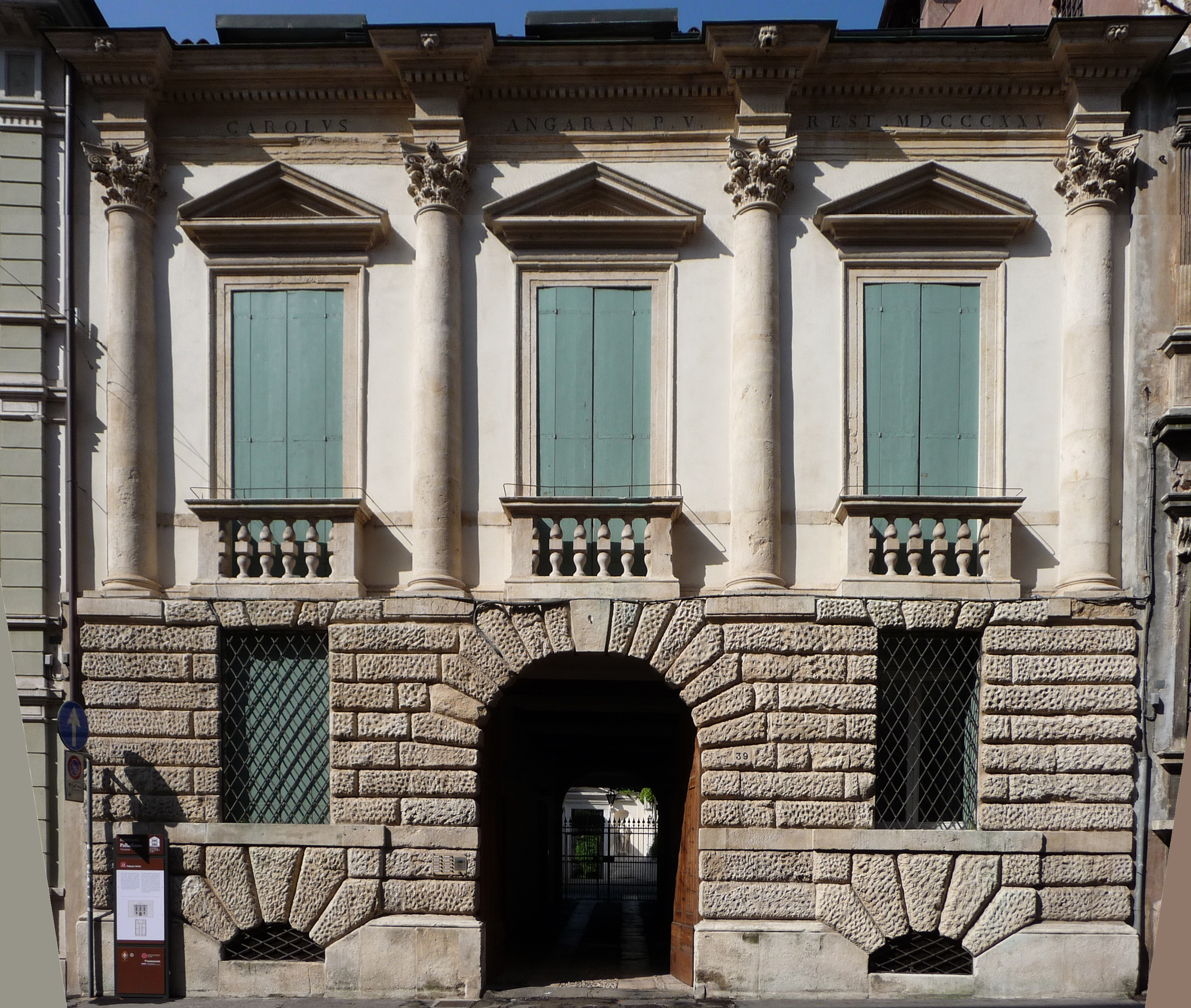
Autre vue de la façade
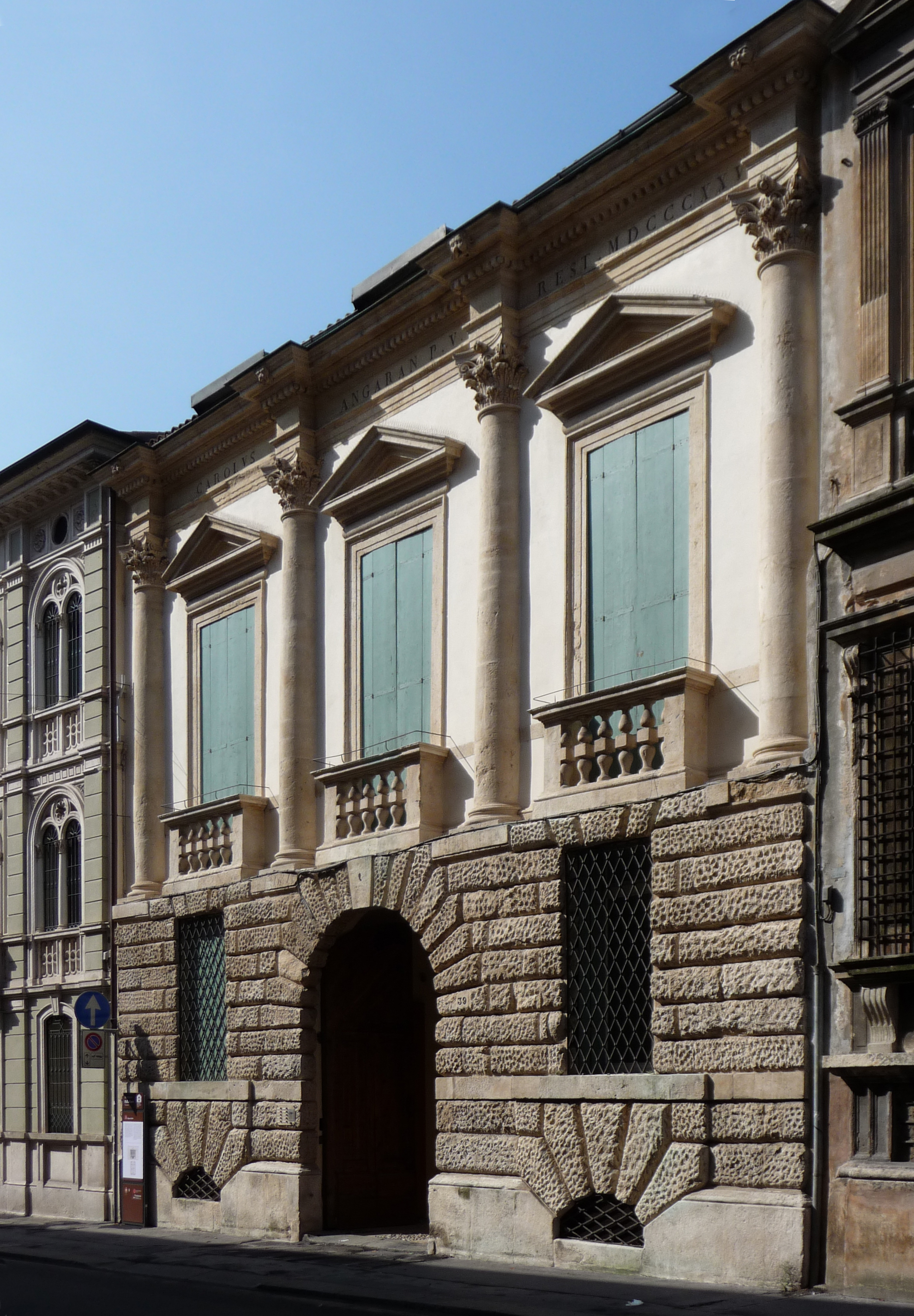
Autre vue de la façade
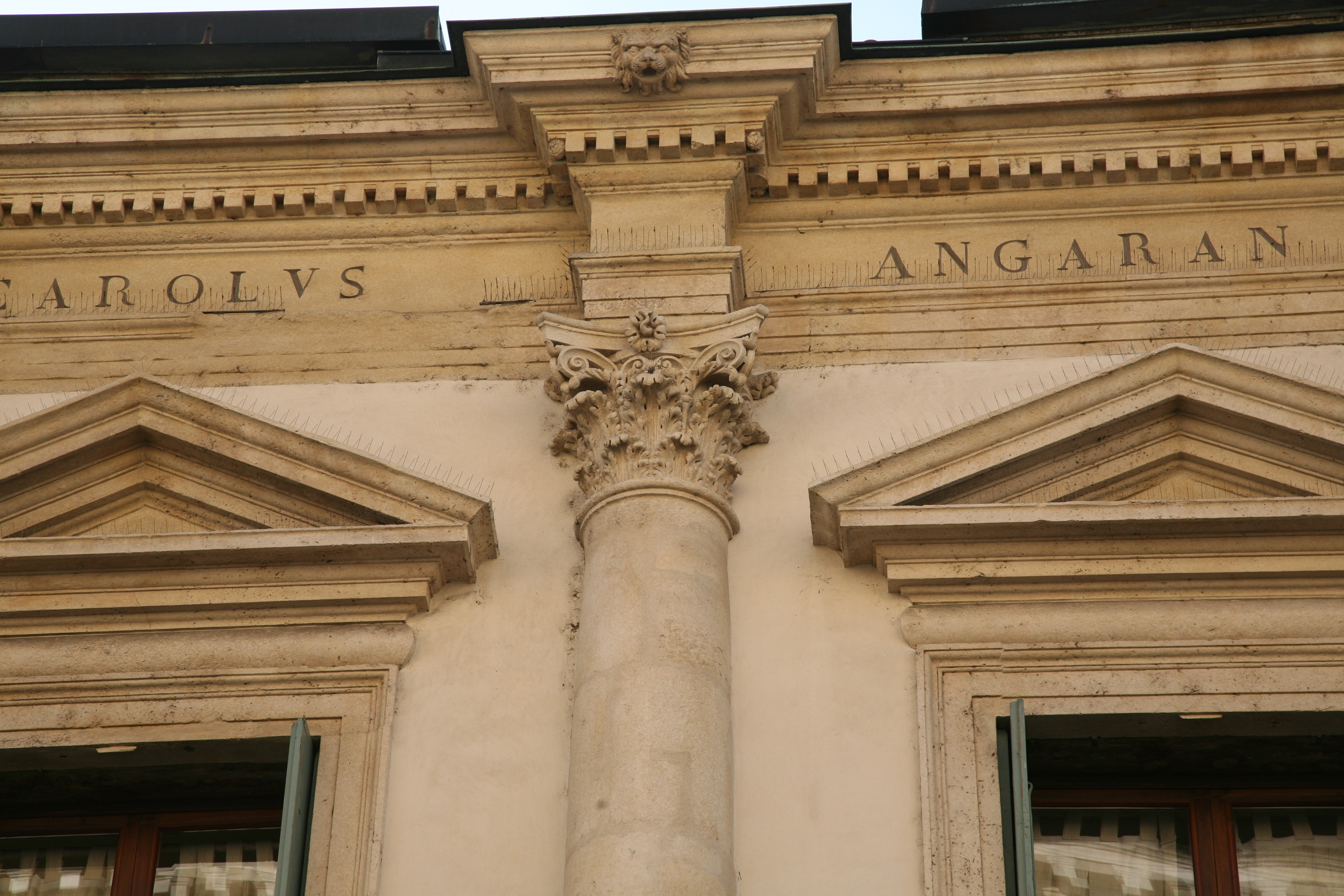
Détail de la façade (chapiteau de colonne et fronton des fenêtres)

## Sources bibliographiques
- Manfred Wundram, Thomas Pape, Paolo Marton : Palladio 1508-1580 Un architecte entre la Renaissance et le Baroque, Benedikt Taschen Verlag Gmbh & Co.KG, traduction française de Françoise Laugier, 1989, pp 184–185,  (ISBN 3-8228-0159-3)

## Sources de traduction
- (it) Cet article est partiellement ou en totalité issu de l’article de Wikipédia en italien intitulé « Palazzo Schio » (voir la liste des auteurs) dans sa version du 26 juillet 2009. Il est lui-même issu du texte relatif au palais Schio, sur le site du CISA, lequel a autorisé sa publication (cf  tkt #2008031210017761)